# Hülegü ilhán
Hülegü kán (1217 körül – Dzsaghatu, Afganisztán, 1265. február 19.), mongolul: Хүлэгү, perzsa és arab szövegekben Húlákú hán (هولاكو خان – Hūlākū ẖān), modern perzsa ejtéssel Huláku hán, perzsa ilhán (mongolul: Персийн Ил Хан), mongol kán, Délnyugat-Ázsia jelentős részének meghódítója, illetve az Irán központú Ilhánida Birodalom (mongolul: Ил Хан улс) alapítója volt.

## Származása
Dzsingisz kán legkisebb fia, Toluj és nesztoriánus keresztény kereit felesége, Szorkuktani Beki gyermeke, Möngke, Kubiláj és Arig böke fivére volt. Möngke 1251-es nagykánná választásakor Hülegüt a kurultáj feljogosította a még Dzsingisz kán alatt megkezdett és Ögödej alatt folytatott délnyugati hódításra, egyúttal előre elismerték örökletes uralmát a meghódítandó területen mint a nagykán alattvalója

## Perzsia és Mezopotámia meghódítása
A perzsa területek ellen először Dzsingisz kán indított támadást 1218-1223 között, majd Ögödej semmisítette meg a Hvárazmsáhok birodalmát 1230 táján, 1243-ban pedig az Ikóniumi Szultánság szeldzsuk urai szenvedtek vereséget a Köse Dag-i csatában, és tértek mongol hűségre. Az iráni hegyekben gyakorlatilag önálló államként működő iszmáilita erődhálózat azonban nem hódolt be neki a dél-iráni lurikhoz és a nyugatabbi muszlim államokhoz hasonlóan. Möngke 1255-ben hatalmas sereget adott öccsének, aki 1256-ban átkelt az Amu-darján, és még abban az évben elfoglalta a legtöbb iszmáilita erődöt, köztük a legendás Alamútot. A meghódoló Rukn ad-Dín Hursáhot, a szekta utolsó vezetőjét családjával együtt Möngkéhez indította, aki meggyilkoltatta. Ezzel megszűnt az iszmáiliták 11. század óta kiépített önálló erődrendszere.
Miközben az aszaszinokat hódoltatta, a kán követeivel követelte a bagdadi abbászida kalifa, az 1242 óta uralkodó al-Musztaszim meghódolását. Bár a kalifátus már évszázadok óta nem jelentett tényleges hatalmat, a kalifa ellenállt, mire Hülegü 1258-ban lerohanta Bagdadot, és ötven napos ostromot követően bevette, lakóit az uralkodóval és elérhető családtagjaival együtt kivégeztette. Bagdad jelentősége ezzel hosszú időre elenyészett, a szunniták által egyetemlegesen elismert kalifátus pedig megszűnt.

## Szíriai háború

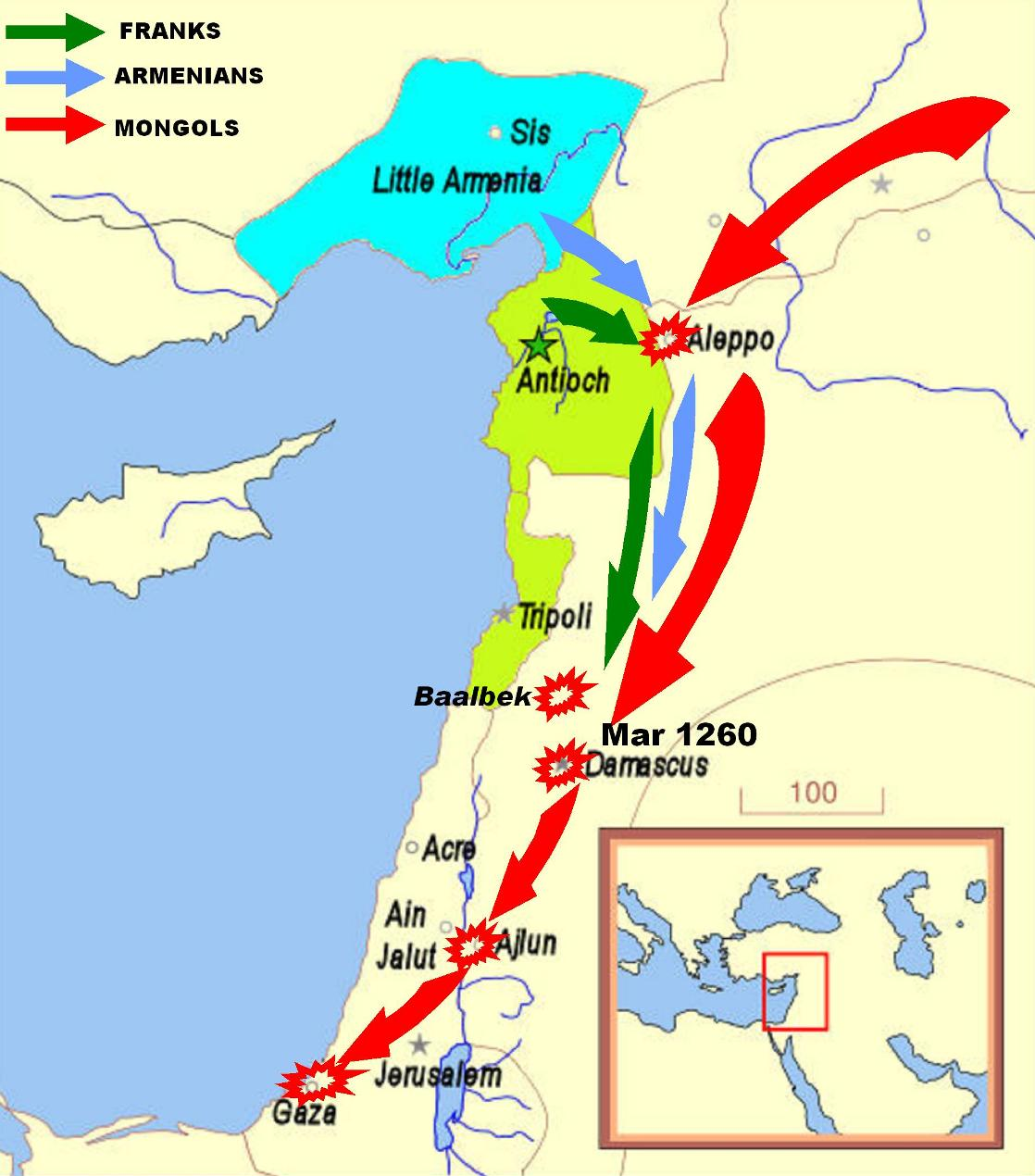
Az 1260-as szíriai hadműveletek térképe

A mongolok lendülete ezzel nem állt meg, még 1259-ben lerohanták a több ajjúbida fejedelemségre oszló Szíriát. A hadjárat során I. Hetum kilikiai örmény király és VI. Bohemond, antiochiai herceg és tripoli gróf támogatta Hülegü hadait. Aleppó fejedelme, an-Nászir Júszuf eleinte barátságosan közeledett a kán felé, ám annak ellenséges válasza után az ellenállás mellett döntött, és az Egyiptomban valódi hatalmat kezében tartó Kutuz alkirálytól kért segítséget. Kutuz kész volt szembeszállni a mongolokkal, de az aleppói uralkodónak nem küldött segítséget, és amikor 1260. január 25-én elesett Júszuf székvárosa, hadai is szétszóródtak. Az addig őt szolgáló, emigráns mamlúkok tárgyalni kezdtek Kutuzzal, és röviddel Damaszkusz elestét követően visszatértek Egyiptomba. Hülegü csapatai egy részével hamarosan elhagyta seregét, hogy részt vegyen a Möngke halálát követő kánválasztáson, a mongolok maradékai azonban a szintén keresztény Kitbugha Noyan vezetésével Szíriában maradtak, és egészen Askelon, Náblusz és Gáza mélységéig helyőrségeket állítottak fel, egyúttal felszólították Egyiptomot a megadásra.
Az időközben szultáni trónt megszerző Kutuz a meghódolást követelő mongol követeket meggyilkoltatta, és július 26-án kivonult serege élén. A két sereg a Jezréel-síkságon találkozott, Ajn Dzsálútnál (Góliát-forrás) szeptember 3-án. Hosszú és mindkét fél számára súlyos veszteségekkel járó csatát követően az egyiptomiak győztek, elsőként állítva meg az addig minden irányba feltartóztathatatlanul terjeszkedő mongolokat. Kitbuqa, a jeles hadvezér is holtan maradt a csatatéren. A győzelem nem csak megvédte Egyiptomot a betöréstől, de a mongolok korábbi győzelmeinek köszönhetően az aleppói és damaszkuszi ajjúbida államocskák erőfeszítés nélkül jutottak mamlúk kézre. Az újra Szíriára törő mongolok 1260. december 10-én ismét vereséget szenvedtek a mamlúkoktól az I. himszi csatában. Az elkövetkező fél évszázadban az ílhánidák még több eredménytelen háborút vívtak a Mamlúk Birodalom ellen.
Hülegü a  muszlim források szerint 1261 márciusában kelet felé vonult vissza, mivel  Möngke mongol nagykán  halálának és a mongóliai trónutódlási vitának a híre érkezett. Bár nem volt esélye a nagykáni trónra, jelenléte a szélsőségesen pártosodott Dzsingisz kán  leszármazottak között kívánatos volt, a számára kedvező erőviszonyok kialakítása miatt. Közrejátszott az is, hogy  Szíriából való visszavonulását logisztikai megfontolások is szükségessé tették. A korabeli forrásokban szereplő 120 000 fős hadseregét az ország csak korlátozott ideig tudta volna eltartani.  Azerbajdzsán legelői és a hamadáni síkság természetes támaszpontot nyújtottak egy olyan nomád hatalom számára, amely Anatóliára vagy Szíriára és Egyiptomra akart lecsapni. Hülegü  tervei között szerepelt, hogy a következő télen  újabb nagy expedíciót küld nyugatra. Csak az Aranyhordához tartozó rokonaival való növekvő nézeteltérés, amely 1261-2-ben a háború kitöréséhez vezetett, akadályozta meg abban, hogy nagyobb offenzívát indítson Ajn Dzsálút megbosszulására.  Ehelyett még  1260 novemberében egy jelképes haderőt küldött Észak-Szíriába. A következő hónapban Himsznél történt vereséget  6000 mongol szenvedte el a helyi uralkodók  1400 emberével szemben.  Ez az előzőeknél  is kisebb különítmény által végrehajtott invázió bizonyára azt tükrözi, hogy Hülegü milyen csekély jelentőséget tulajdoníthatott Szíriának abban az időben.   

## Hülegü és Berke háborúja
Hülegü eredménytelenül tért vissza 1262-ben a nagykánválasztásról, ahol bátyját, Kubilájt ruházták fel a címmel, ráadásul rövidesen konfliktusba keveredett Berke kánnal, a kelet-európai sztyeppén elterülő Arany Horda vezetőjével. Berke 1257 óta muszlim volt, így nehezményezte Hülegü iraki és szíriai hódításait, illetve a kalifával szembeni fellépését, ráadásul a rabszolgakereskedelem révén virágzó kapcsolatokat épített ki a Mamlúk Birodalommal, melynek szövetségese is volt.
Az ellenségeskedés 1262-ben – elsőként a mongol birodalmak között – nyílt háborúba fordult. Hülegü így nem tudott bosszút állni a mamlúkokon, mivel erőit részben a Kaukázus, részben Afganisztán felé kellett irányítania. A háború végül különösebb területi változás nélkül, Berke visszavonulásával ért véget.
Pozícióit megerősítendő Hülegü kapcsolatba próbált lépni a nyugati keresztény hatalmakkal, hogy szövetségeseket keressen a mamlúkok és Berke ellen. Egyik IX. (Szent) Lajosnak küldött levele fenn is maradt Bécsben, bár kétséges, hogy az 1250–1254 között keresztes hadjáratot vezető uralkodó megkapta-e. Azt is tudjuk, hogy egy 1262-es követségét az Egyiptommal jó kapcsolatokat ápoló Hohenstaufeni Manfréd szicíliai király fogta el és fordította vissza. Hülegü utolsó éveiben a Bizánci Birodalmat nemrég restauráló VIII. (Palaiologosz) Mihály császárral is levelezett, feleségül kérve egy lányát. Mihály egy törvénytelen lányát, Palaiologina Máriát küldte keletre, de ő már a kán halála után érkezett az udvarba, így utódjához ment feleségül.

## Utódai, örökösödése
Hülegü a híradások szerint utolsó éveiben addigi kereszténységét feladva buddhista hitre tért, és 1265 elején halt meg betegségben. A főváros, Maráge közelében, az Urmia-tó egyik szigetén temették el. Hű felesége, az anyjához hasonlóan nesztoriánus kerait Dokuz Hatun férjével egy évben halt meg. Utódja a fia, Abáká kán lett, aki megpróbálta kijavítani atyja kudarcait, de szintén nem ért el tartós sikert sem az északi, sem a nyugati fronton.